# Chromis bowesi
Chromis bowesi là một loài cá biển thuộc chi Chromis trong họ Cá thia. Loài này được mô tả lần đầu tiên vào năm 2019.

## Từ nguyên

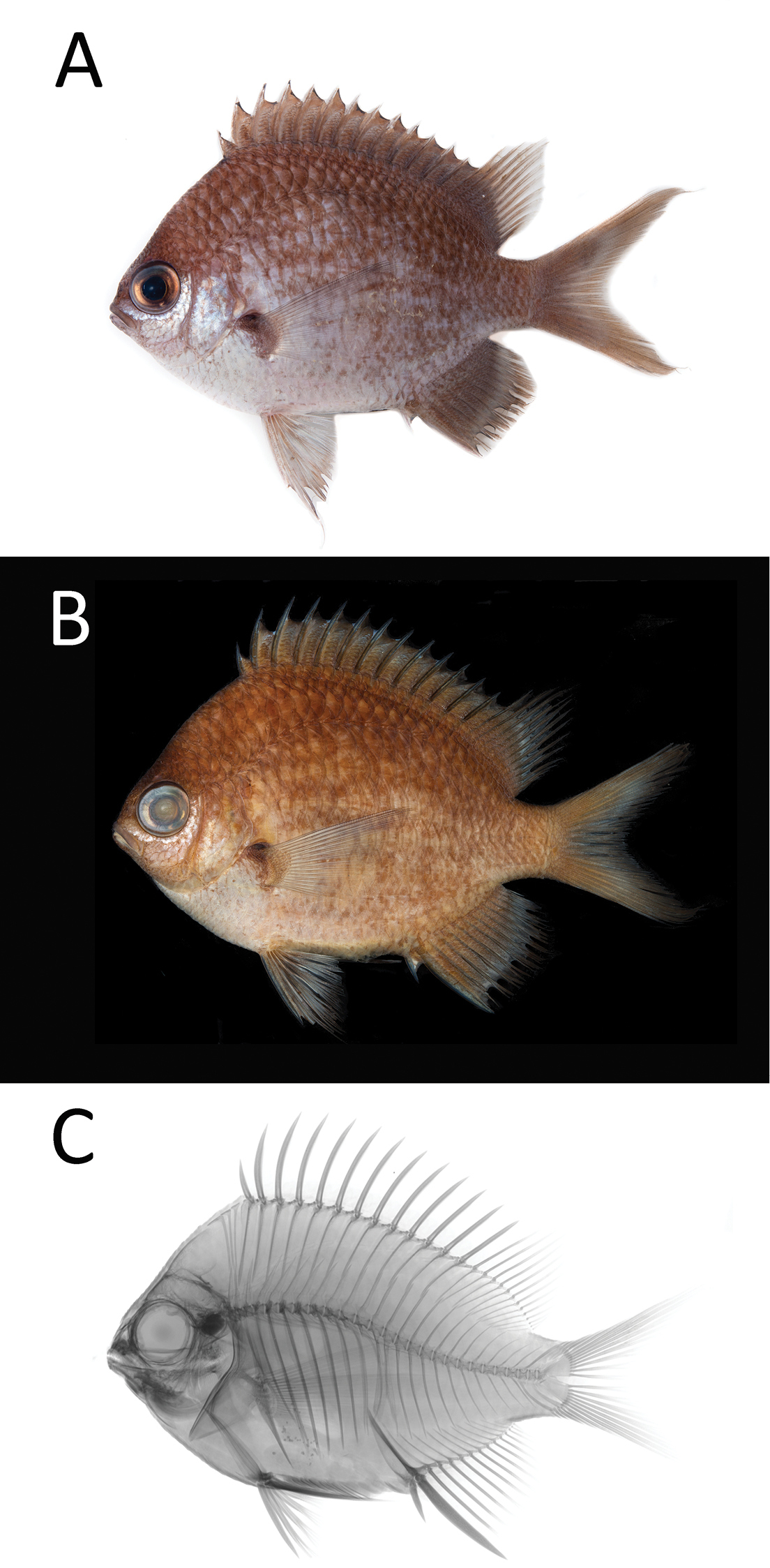
Tiêu bản của C. bowesi (mẫu định danh)

Từ định danh bowesi được đặt theo tên của William K. Bowes (1926 – 2016), nhà tài trợ chính cho sáng kiến Hope for Reefs của Viện hàn lâm Khoa học California. Ông đã có nhiều cống hiến cho khoa học và tài trợ cho nhiều nghiên cứu ở các lĩnh vực công nghệ sinh học, y tế và các lĩnh vực khoa học khác.

## Phạm vi phân bố và môi trường sống
C. bowesi hiện chỉ được biết đến tại eo biển Đảo Verde của Philippines (chủ yếu ở ngoài khơi đảo Verde hoặc trong vịnh Batangas), được thu thập ở độ sâu khoảng 80–120 m.
Một cá thể được cho là Chromis earina lần đầu được ghi nhận tại đảo Iō (Nhật Bản) ở độ sâu khoảng 70–80 m có trình tự DNA ty thể và màu sắc khớp với C. bowesi, do đó loài này có phạm vi trải dài ít nhất là đến phía nam Nhật Bản.

## Mô tả
C. bowesi có chiều dài cơ thể lớn nhất được ghi nhận là 8,2 cm. Cơ thể có màu tím lam với một vạch sọc mờ màu xanh lam ngay phía sau vây ngực. Vây ngực trong suốt. Gai vây lưng và vây bụng có màu xanh lam nhạt hoặc trắng; vây lưng mềm trong mờ. Cá thể vừa mới chết (hình) sẫm màu nâu xám ở thân trên và nhạt dần thành màu trắng bạc ở bụng. Đốm đen lớn trên gốc vây ngực.
Số gai ở vây lưng: 13; Số tia vây ở vây lưng: 11–12; Số gai ở vây hậu môn: 2; Số tia vây ở vây hậu môn: 11–13; Số tia vây ở vây ngực: 17–19; Số gai ở vây bụng: 1; Số tia vây ở vây bụng: 5; Số đốt sống: 26.